# Metopiasini
Tribu
Synonymes
Metopiini Raffray, 1904
Les Metopiasini sont une tribu de coléoptères de la famille des Staphylinidae, de la sous-famille des Pselaphinae et de la super-tribu des Euplectitae.

## Liste des sous-tribus et genres
Selon BioLib (13 février 2019) :
- sous-tribu des Metopiasina Raffray, 1904
  - genre Metopias Gory, 1832
- sous-tribu des Rhinoscepsina Bowman, 1934
  - genre Rhinoscepsis J. L. LeConte, 1878

Selon BioLib (13 février 2019) :
- genre Metopias Gory, 1832
- genre Rhinoscepsis J. L. LeConte, 1878

Selon Paleobiology Database (13 février 2019) :
- genre Hagnometopias